# Гречко, Борис Александрович
Гречко Борис Александрович (31 марта 1929, Запорожье — 12 апреля 2019, Киев) — советский промышленный деятель, министр строительства предприятий тяжёлой индустрии УССР. Депутат Верховного Совета УССР 10 и 11 созывов (1984—1990). Член ЦК КПУ (1986—1990).

## Биография
Родился 31 марта 1929 года в городе Запорожье (ныне в Запорожской области).
В 1953 году окончил Днепропетровский институт инженеров железнодорожного транспорта имени Калинина.
В 1953—1961 годах — прораб, главный инженер ряда строительно-монтажных организаций Министерства транспортного строительства СССР на стройках Севера РСФСР.
Член КПСС с 1958 года.
В 1961—1969 годах — главный инженер, начальник строительного управления, управляющий трестом «Марганецрудстрой» Днепропетровской области.
В 1969—1978 годах — главный инженер, начальник комбината «Днепротяжстрой» Днепропетровской области.
В 1978—1980 годах — заместитель министра строительства предприятий тяжёлой индустрии Украинской ССР.
В 1980—1984 годах — начальник треста «Главкиевгорстрой» города Киева.
10 января 1984 года — 15 сентября 1986 года — министр строительства предприятий тяжёлой индустрии Украинской ССР. Руководил строительством фабрик окатышей СевГОКа, ЮГОКа, ИНГОКа, ЦГОКа, комплексов металлургического комбината «Криворожсталь».
В декабре 1986 — 1989 году — 1-й заместитель председателя Госплана УССР.
Затем на пенсии в Киеве, где умер 12 апреля 2019 года.

## Награды
- Трижды орден Трудового Красного Знамени;
- Орден «За заслуги» (Украина) 2-й степени (18 мая 2004)[2];
- Орден «За заслуги» (Украина) 3-й степени (2 апреля 1999)[3];
- Орден князя Ярослава Мудрого 5-й степени (23 июня 2009)[4];
- Заслуженный работник транспорта Украины (5 ноября 1998)[5];
- Заслуженный строитель Украины (1998);
- Медали.